# Na batucada da vida
Na batucada da vida é um samba composto por Luiz Peixoto e Ary Barroso e gravado originalmente por Carmen Miranda em 1934. A canção foi regravada por Elis Regina em 1974. É a 12ª canção de Ary Barroso mais tocada nos últimos 10 anos no Brasil (2013-2023), nos principais segmentos de execução pública, e a 16ª mais regravada, segundo o  ECAD.

## Antecedentes
Carmen Miranda gravou pela primeira vez o samba em 20 de março de 1934, no estúdio da Victor. A letra do samba retrata uma personagem sofrida da vida carioca: uma mulher nascida na pobreza, rejeitada, sem sorte e, como lamenta em um dos versos, “esquecida por Deus”.
A primeira execução pública da música aconteceu em 11 de janeiro de 1934, no Teatro Recreio, durante a estreia da revista teatral Há uma forte corrente, escrita por Luís Iglesias e Freire Junior. Entre as atrações principais do espetáculo estava a grande vedette Aracy Cortes, que acabara de retornar de uma excursão pela Europa, conforme noticiou o Correio da Manhã em 10 de janeiro de 1934. O jornal também informou que o repertório de Aracy incluiria dois sambas inéditos: "Na batucada da vida", de Ary Barroso, e "Deixa meu povo passar", de Assis Valente. Este último samba, posteriormente rebatizado como "Minha embaixada chegou", logo se tornaria um grande sucesso também na voz de Carmen Miranda.

## Gravação
A gravação do samba em disco ficou a cargo de Carmen Miranda, a cantora mais popular do Brasil na época. Ary Barroso, em comparação, a via como uma artista excepcional, assim como Domingos da Guia, zagueiro do Flamengo e da seleção brasileira, destacando-se ambos por sua habilidade apesar de algumas limitações. Sérgio Cabral, jornalista e escritor do livro No tempo de Ary Barroso, afirma que Carmen não tinha uma grande extensão vocal e nem sempre cantava com afinação, mas, como dizia Ary, "no entanto, ambos eram perfeitos".
Apesar do grande sucesso que viria a ser a gravação de "Na batucada da vida", a sessão de gravação de 20 de março de 1934 não foi exatamente tranquila, como relatou o próprio Ary Barroso à edição nº 8 da Revista da Música Popular. Segundo o compositor, a gravação enfrentou sérias dificuldades técnicas, pois o samba estava longe de ser o estilo habitual de Carmen Miranda.
Ary explicou que a música exigia uma tessitura muito extensa, o que tornava a execução mais desafiadora para a cantora. "Primeira tentativa: nada! Segunda, pior", contou ele. Diante das dificuldades, Carmen fez uma pausa para descansar e, em seguida, procurou um tom mais acessível para a interpretação. Durante esse processo, um tanto desconsolada, Carmen chegou a comentar com Ary: “Também, você vai fazer um samba que ocupa da primeira à última nota do piano... Isso nem é samba; é uma escala!”.
Segundo João Máximo, na Rádio Batuta, a letra de "Na batucada da vida" também passou por alterações no estúdio da Victor, feitas pela própria Carmen Miranda. Os versos originais de Luiz Peixoto diziam: “Me soltou na rua à toa / A passar de mão em mão”. No entanto, Carmen cantou: “Me soltou na rua à toa / Desprezada como um cão”. Já os versos “Que topo qualquer parada / Por um prato de comida” foram modificados para: “Que não tenho nada, nada / E por Deus fui esquecida". João Máximo destaca que essa mudança na letra foi apenas a primeira de muitas que seriam feitas naquele samba. Ele observa que Na batucada da vida jamais foi ouvido exatamente como havia sido originalmente composto.

## Regravações
A primeira regravação de "Na batucada da vida" foi feita por Dircinha Batista, em 1950. Mais tarde, Tom Jobim encaminhou o samba para duas cantoras, uma delas sendo Miúcha, que o interpretou em seu disco de estreia, lançado pela RCA Victor em 1977. Tom Jobim também gravou sua própria versão da música para o álbum Songbook Ary Barroso da Lumiar Discos em 1995.
Elis Regina gravou a canção para o seu álbum Elis de 1974. Sérgio Cabral descreve a regravação como “deslumbrante”, destacando a interpretação única da cantora. A faixa com arranjo de César Camargo Mariano, também se tornou famosa por inspirar um videoclipe caprichado, que ajudou a consolidar ainda mais a força da música no imaginário popular. Mais informal é o vídeo em que Tom Jobim, ao violão, ensina o samba para Elis Regina em um momento de descontração durante a passagem da cantora por Los Angeles, entre fevereiro e março de 1974. Esse encontro aconteceu enquanto eles gravavam o LP Elis & Tom, lançado ainda naquele ano, pela Philips. O vídeo captura uma atmosfera espontânea e genuína, onde a química entre os dois artistas é palpável, refletindo a naturalidade e a conexão musical que marcaram esse trabalho.
Entre as homenagens a Carmen Miranda, destacam-se as versões de Marília Pêra (no álbum Marília Pêra canta Carmen Miranda, 2006), Ná Ozzetti (em MCD, 2009) e o conjunto vocal Ordinarius. Além disso, a música foi regravada em tributo a Elis Regina por Joyce Moreno (no disco Pau Brasil, 1998) e Barbara Casini (em Via Veneto Jazz, 2004). Mais recentemente, Eliane Elias também interpretou o samba em 2017, no álbum Concord Records. 
Entre as regravações dedicadas à memória de Ary Barroso, destacam-se Elizeth Cardoso, que em 1989 prestou sua homenagem ao compositor com uma versão independente do samba, e Zezé Gonzaga, que o interpretou em 1992 no álbum Fenab. A cantora Alice Passos escolheu a canção como faixa de abertura de seu álbum Ary da Fina Flor, lançado em 2020.